# Inocybe glabrodisca
Inocybe glabrodisca är en svampart som beskrevs av P.D. Orton 1960. Inocybe glabrodisca ingår i släktet Inocybe och familjen Inocybaceae.   Inga underarter finns listade i Catalogue of Life.